# Finnish International 2012
Die Finnish International 2012 fanden vom 29. März bis zum 1. April 2012 in Vantaa statt. Es war die 15. Austragung dieser internationalen Meisterschaften von Finnland im Badminton.

## Medaillengewinner
| Disziplin    | Gold                         | Silber                                 | Bronze                          |
| ------------ | ---------------------------- | -------------------------------------- | ------------------------------- |
| Herreneinzel | Rajiv Ouseph                 | Henri Hurskainen                       | Anand Pawar                     |
| Herreneinzel | Rajiv Ouseph                 | Henri Hurskainen                       | Rasmus Fladberg                 |
| Dameneinzel  | Yao Jie                      | Michelle Li                            | Petya Nedelcheva                |
| Dameneinzel  | Yao Jie                      | Michelle Li                            | Susan Egelstaff                 |
| Herrendoppel | Vladimir Ivanov Ivan Sozonov | Nikolaj Nikolaenko Nikolai Ukk         | Adam Cwalina Michał Łogosz      |
| Herrendoppel | Vladimir Ivanov Ivan Sozonov | Nikolaj Nikolaenko Nikolai Ukk         | Chris Adcock Andrew Ellis       |
| Damendoppel  | Alexandra Bruce Michelle Li  | Chow Mei Kuan Lee Meng Yean            | Eva Lee Paula Obanana           |
| Damendoppel  | Alexandra Bruce Michelle Li  | Chow Mei Kuan Lee Meng Yean            | Iris Wang Rena Wang             |
| Mixed        | Chris Adcock Imogen Bankier  | Anders Skaarup Rasmussen Sara Thygesen | Baptiste Carême Audrey Fontaine |
| Mixed        | Chris Adcock Imogen Bankier  | Anders Skaarup Rasmussen Sara Thygesen | Niclas Nøhr Joan Christiansen   |